# Turiya (Pripyat)
Turiya (tiếng Ukraina: Турія) là một sông tại tỉnh Volyn, Ukraina. Đây là một phụ lưu hữu ngạn của sông Pripyat. Sông dài 184 kilômét (114 mi), diện tích lưu vực là 2.800 kilômét vuông (1.100 dặm vuông Anh).

## Mô tả
Thung lũng sông chủ yếu có dạng hình thang (rộng 2 km), mở rộng ở hạ lưu và trở nên rõ ràng. Bãi bồi ở hai bên, rộng 0,3-0,8 km ở đầu nguồn đến 3–4 km gần cửa sông, là đầm lầy trong một thời gian dài. Ven sông có các hồ móng ngựa và hồ khác. Sông quanh co, sâu và rộng trong đoạn 45 km. Chiều rộng sông từ 8 – 10 m đến 25 m (trên đoạn bãi bồi và đoạn nước sâu). Độ dốc của sông là 0,37 m/km. Lưu vực phần lớn là đầm lầy, có rừng, với nhiều hồ và một hồ chứa nhân tạo ở thành phố Kovel. Khoảng 20% lưu vực sông được cải tạo. Sông đóng băng vào tháng 12, tan băng vào cuối tháng 3.
Độ khoáng hóa của nước sông gần Kovel ở mức trung bình: lũ mùa xuân - 391 mg/dm³; giới hạn mùa hè-thu - 458 mg/dm³; giới hạn mùa đông - 569 mg/dm³.
Các phụ lưu chính là sông Rudka và Voronka. Tàu thuyền được cho là có thể di chuyển trên sông Turiya đoạn từ làng Turiiska đến cửa sông.

## Vị trí
Sông bắt nguồn từ một lưu vực đầm lầy trên sườn phía bắc của cao nguyên Volyn, gần làng Zaturtsi. Nó chảy qua vùng đất thấp Polesia, trước tiên sông về phía tây bắc, ở vùng trung lưu và hạ lưu thì chủ yếu về phía đông bắc/bắc. Sông chảy vào Pripyat ở phía tây bắc của làng Shchytyn.
Trên sông có một hồ chứa ở thành phố Kovel.
Hệ sinh thái của vùng hạ lưu sông được bảo vệ trong khu bảo tồn thủy văn Turskyi có tầm quan trọng cấp địa phương.